# Rudolf Batz
Rudolf Christoph Batz (* 10. November 1903 in Langensalza, Regierungsbezirk Erfurt; † 8. Februar 1961 in Wuppertal) war ein deutscher Jurist und SS-Führer. Batz war vom 1. Juli bis 4. November 1941 als Führer des Einsatzkommandos 2 für den Massenmord an Juden im Baltikum verantwortlich.

## Leben
Batz beendete seine Schullaufbahn im März 1922 mit dem Abitur in Hannover und war danach mehrere Jahre Werkstudent. Danach absolvierte er ein Studium der Rechtswissenschaft an der Universität München und der Universität Göttingen, das er 1934 abschloss. Batz, der zum 1. Mai 1933 der NSDAP (Mitgliedsnummer 2.955.905) und zum 10. Dezember 1935 der SS beitrat (SS-Nummer 272.458), war ab 1935 Referent im Geheimen Staatspolizeiamt Berlin. Von Anfang Juni 1936 bis Mitte Juni 1938 übernahm er die stellvertretende Leitung der Staatspolizeileitstelle Breslau und wirkte zusätzlich ab Anfang Oktober 1936 als politischer Referent bei der Regierung in Breslau. Ab Mitte Juli 1939 leitete er die Staatspolizeileitstelle in Linz und ab Dezember 1939 die Staatspolizeileitstelle in Hannover. Batz war seit 1938 Regierungsrat und wurde 1940 bei der SS zum SS-Sturmbannführer befördert.
Nach Beginn des Zweiten Weltkrieges war er vom Mitte Oktober 1940 bis Anfang Januar 1941 im „sicherheitspolizeilichen Einsatz“ in Den Haag. Nach Kriegsbeginn gegen die Sowjetunion leitete er das etwa 40 Mann umfassende Einsatzkommando 2 (EK2) der Einsatzgruppe A und war so für den Massenmord an Juden, Roma, Kommunisten und Geisteskranken in und um Riga und auf dem Weg nach Leningrad verantwortlich. Sein Adjutant in dieser Zeit war Gerhard Freitag, der später trotz seiner Verwicklung in den Massenmord im Bundeskriminalamt (BKA) Aufnahme fand und dort bis zu seiner Pensionierung 1973 als Regierungskriminaloberrat tätig war. Batz wurde 1942 zum SS-Obersturmbannführer befördert.
1943 wurde Batz Kommandeur der Sicherheitspolizei (KdS) in Krakau und anschließend Chef der Gestapo in Hannover. In der SS stieg er noch 1945 bis zum SS-Standartenführer auf. Zuletzt war er ab 2. Februar 1945 bis zum Ende nationalsozialistischen Herrschaft im Rheinland Inspekteur der Sicherheitspolizei und des SD in Düsseldorf, Wehrkreis VI.
Batz, der verheiratet war und drei Kinder hatte, konnte nach Kriegsende längere Zeit unter Falschnamen unbehelligt in der Bundesrepublik Deutschland leben. 1960 wurde er festgenommen und beging in der Untersuchungshaft Suizid.